# Маний Тулий Лонг
Маний Тулий Лонг (на латински: Manius Tullius Longus) e политик на ранната Римска република и консул през 500 пр.н.е. заедно със Сервий Сулпиций Камерин Корнут.
Той е единственият патриций от рода Тулии. Често го наричат Марк, но той се казва Маний.
По време на консулата си Тулий Лонг започва война против град Фидена и към края на служебната си година умира. Цицерон смята, че той е негов прародител.